# 張貴妃 (前蜀高祖)
张贵妃（?—?），梓州郪县人，中国五代十国时代前蜀高祖皇帝王建的贵妃。892年生太子王元膺（王宗懿）。天祐四年（907年）王建自称皇帝，武成年间（908年-910年），张氏进号贵妃。一说王元膺的母亲姓白氏。